# Raven (serie televisiva 1992)
Raven  è una serie televisiva statunitense in 20 episodi trasmessi per la prima volta nel corso di 2 stagioni dal 1992 al 1993.
È una serie d'azione e d'avventura incentrata sulle vicende di Jonathon Raven, un ex agente delle Forze Speciali addestrato alle arti dei ninja che arriva alle Hawaii alla ricerca del figlio.

## Trama
Quando Jonathon Raven aveva dodici anni, i suoi genitori furono uccisi dalla Società del Drago Nero. Jonathon si era poi allenato con loro per molti anni nel campo delle arti marziali con la speranza di apprenderne la padronanza e di usarle contro di loro per vendetta. I componenti del Drago Nero, una volta conosciute le vere intenzioni di Raven, avevano deciso quindi di distruggere la sua linea di sangue. Raven ha infatti un figlio. Il suo unico vero amore, una bella donna giapponese di nome Aki, era rimasta incinta ed era poi morta poco dopo aver dato alla luce il loro figlio. Poco prima di morire si era però resa conto che la vita del bambino era in pericolo ed aveva deciso di nasconderlo. Jonathon sapeva del piano della moglie ma non era mai riuscito ad arrivare al bambino né a conoscere la sua posizione. In seguito Jonathon era entrato a far parte delle Forze Speciali americane. Dopo molte complicazioni e rimpianti, Raven lascia le Forze Speciali e continua la sua ricerca del figlio. La ricerca lo conduce infine a Honolulu, Hawaii. Qui ottiene l'aiuto di  un suo vecchio amico militare, un investigatore privato di nome Herman "Ski" Jablonski. Qui Raven usa le sue abilità per aiutare chi ha bisogno e per cercare suo figlio, cercando di scampare agli assassini inviati dai suoi ex soci della Società del Drago Nero.

## Personaggi e interpreti
- Jonathon Raven (20 episodi, 1992-1993), interpretato da Jeffrey Meek.
- Big Kahuna (11 episodi, 1992-1993), interpretato da Andy Bumatai.
- Herman "Ski" Jablonski (7 episodi, 1992-1993), interpretato da Lee Majors.
- Black Dragon Ninja (4 episodi, 1992-1993), interpretato da Kai Li.
- Professor Kelly (2 episodi, 1992-1993), interpretato da Jack Hogan.
- Osato (2 episodi, 1992), interpretato da Cary-Hiroyuki Tagawa.
- Dorene MacKintosh (2 episodi, 1993), interpretata da Mia Cottet.

## Produzione
La serie fu prodotta da Columbia Pictures Television e girata negli Hawaii Film Studio alle Hawaii. Le musiche furono composte da Christopher Franke.

### Registi
Tra i registi sono accreditati:
- James Darren in 2 episodi (1992-1993)
- Vern Gillum in 2 episodi (1992-1993)
- James A. Contner
- Ronald Víctor García
- David Hemmings
- Jim Johnston
- Lee H. Katzin
- Guy Magar
- Les Sheldon
- Kristoffer Tabori

### Sceneggiatori
Tra gli sceneggiatori sono accreditati:
- Steven L. Sears in 3 episodi (1993)
- Bill Nuss in 2 episodi (1992)
- Frank Lupo in un episodio (1992)
- David Kemper

## Distribuzione
La serie fu trasmessa negli Stati Uniti dal 24 giugno 1992 al 17 aprile 1993 sulla rete televisiva CBS. In Italia è stata trasmessa su Italia 1 con il titolo Raven.
Alcune delle uscite internazionali sono state:
- negli Stati Uniti il 2 gennaio 1993 (Raven)
- in Ungheria il 18 gennaio 2004 (A sárkány törvénye)
- in Spagna (Ala de corb)
- in Francia (Raven)
- in Spagna (Raven)
- in Italia (Raven)

## Episodi
| Stagione         | Episodi | Prima TV USA |
| ---------------- | ------- | ------------ |
| Prima stagione   | 7       | 1992         |
| Seconda stagione | 13      | 1993         |